# Ingo Schmidt (Wirtschaftswissenschaftler)
Ingo Schmidt (* 30. Mai 1932 in Breslau; † 2. Januar 2020) war ein deutscher Wirtschaftswissenschaftler und emeritierter Professor für Volkswirtschaftslehre, insbesondere Preis-, Markt- und Wettbewerbstheorie und -politik an der Universität Hohenheim.

## Leben
Ingo Schmidt wurde 1932 als Sohn des Chemikers Lothar Schmidt und seiner Ehefrau Emmy Schmidt, geb. Jaersch, in Breslau geboren. 1954 legte er sein Abitur am Friedrich-Engels-Gymnasium in Berlin-Reinickendorf mit Auszeichnung ab. Von 1954 bis 1958 absolvierte er das Studium der Wirtschafts- und Rechtswissenschaften an der Freien Universität Berlin, das er als Diplom-Volkswirt abschloss. Im Januar 1961 folgte die Promotion zum Dr. rer pol. mit der Auszeichnung magna cum laude. Im April desselben Jahres wurde er wissenschaftlicher Assistent am Lehrstuhl von Bülow bzw. Littmann an der Freien Universität Berlin. Von 1964 bis 1972 lehrte er Wettbewerbstheorie und -politik an der Wirtschafts- und Sozialwissenschaftlichen Fakultät der FU Berlin. April 1972 verlieh ihm die Wirtschaftswissenschaftliche Abteilung der Ruhr-Universität Bochum die venia legendi. In der Folgezeit hielt er weitere wirtschaftswissenschaftliche Vorlesungen, bis im April 1977 schließlich die Berufung auf den Lehrstuhl für Volkswirtschaftslehre, insbesondere Preis-, Markt- und Wettbewerbstheorie und -politik an der Universität Hohenheim erfolgte. Hier lehrte und forschte er bis zu seiner Emeritierung am 30. September 1999. Unterdessen erhielt er 1990/91 eine Gastprofessur an der Humboldt-Universität zu Berlin und 1992/92 eine an der Universität Potsdam. In denselben Jahren wurde er zum Dekan bzw. Prodekan der WiSo-Fakultät der Universität Hohenheim.
Außerhalb seiner akademischen Laufbahn engagierte sich Schmidt ab Januar 1962 als Referent im Bundeskartellamt, wo er neun Jahre später Leiter des volkswirtschaftlichen Grundsatzreferates wurde. Er war auch Mitglied im Beratenden Ausschuss für Kartell- und Monopolfragen der EG in Brüssel und arbeitete 1972 im Wettbewerbskomitee der OECD in Paris mit. 1989 und 1997 war er zusätzlich geschäftsführender Direktor des Instituts für Volkswirtschaftslehre.
Schmidt war Mitunterzeichner des eurokritischen Manifests Die währungspolitischen Beschlüsse von Maastricht: Eine Gefahr für Europa (1992).

## Schriften (Auswahl)
- Auswirkungen der Rentenreform auf die Stabilität des Geldwertes. Duncker & Humblot, Berlin 1961
- US-amerikanische und deutsche Wettbewerbspolitik gegenüber Marktmacht: eine vergleichende Untersuchung u. krit. Analyse d. Rechtsprechung gegenüber Tatbeständen d. externen u. internen Unternehmenswachstums sowie d. Behinderungswettbewerbs.  Duncker & Humblot, Berlin 1972.
- Wettbewerbstheorie und -politik: eine Einführung. Fischer, Stuttgart 1981. (später als: Wettbewerbspolitik und Kartellrecht: eine Einführung.)
- Wettbewerbspolitik im internationalen Vergleich. Inst. für Volkswirtschaftslehre, Stuttgart 1994 (später im Verlag Recht und Wirtschaft, Heidelberg)
- Europäische Wettbewerbspolitik: eine Einführung. Vahlen, München 1997.